# 新店镇 (巧家县)
新店镇，是中华人民共和国云南省昭通市巧家县下辖的一个镇。
2012年9月19日，云南省人民政府批复同意撤销新店乡，设立新店镇。

## 行政区划
新店镇下辖以下地区：
新寨村、青山包村、火地村、坪地村、杉曲村、渭姑村、新店村、开基村、白牛村、木叶村、牛角村、水井村和碉楼村。